# Матео Водопіч
Матео Водопіч (1716, Дубровник — 1787, Картахена, Іспанія) — військовий інженер з Рагузи.

## Біографія
Вступив на службу до армії імператриці Єлизавети Петрівни і взяв участь у битві при Веллетрі в 1744, під час війни за австрійську спадщину. Прибув до Іспанії разом із маркізом Ескілаче. Працював переважно в місті Картахена, куди він прибув в 1749 інженером-полковником, працюючи за наказом директора Арсеналу Картахени Себастьяна Ферінгана. З ним він займався зміцненням міста, особливо в роботах по зведенню стін Карлоса III.
25 лютого 1758 Сенат Республіки Рагуза надав йому дворянський титул князя Стона.
У 1762 узяв управління заводами Картахенського арсеналу, замінивши Себастьяна Ферингана.
У 1765 граф Аранда доручив Водопічу план нового міста Агілас, розширивши місто між двома бухтами, захищеними замком Сан-Хуан-де-лас-Агілас, нещодавно завершеним його попередником Себастьяном Ферінганом. Водопіч представив відкрите місто, без стін, із сітчастим плануванням навколо квадратної площі.
У Картахені він закінчив будівництво Військового арсеналу у 1782, проєктував та керував будівельними роботами на площі та на узбережжі до своєї смерті у 1787. Також є автором проєкту будівництва Королівського шпиталю, Артилерійського парку та плану осушення лагуни Ель-Альмархаль. Водопіч керував роботами над Кастільо-де-лос-Морос між 1773 та 1778.